# Africa Remix
Africa Remix, l'art contemporain d'un continent est une exposition itinérante internationale qui présentait un panorama de la création artistique africaine contemporaine. Sous l'égide de son commissaire principal, Simon Njami, elle s'est successivement tenue au Museum Kunstpalast de Düsseldorf du 24 juin au 7 septembre 2004, à la Hayward Gallery de Londres, du 10 février au 17 avril 2005, au Centre Georges-Pompidou à Paris, du 24 mai au 15 août 2005, au Mori Art Museum de Tokyo, d'avril à juin 2006, au Moderna Museet de Stockholm du 14 octobre 2006 au 14 janvier 2007, à la Johannesburg Art Gallery de Johannesburg, du 24 juin au 30 septembre 2007.  
Cette exposition, dans la postérité des Magiciens de la terre conçus par Jean-Hubert Martin qui est ici commissaire d'Africa Remix au Museum Kunstpalast, s'inscrit dans une démarche visant à donner une meilleure reconnaissance et une meilleure visibilité aux arts contemporains situés en dehors de l'occident .
L'exposition comprenait près de 200 œuvres de 87 artistes d'expression très différentes (peintres, sculpteurs, vidéastes, photographes, designers) issus de toute l'Afrique (du Maghreb à l'Afrique du Sud), africains de souche ou appartenant à la diaspora, certains confirmés, d'autres moins connus. Elle s'organisait autour de trois thèmes composés d'un couple de notions plus ou moins contradictoires : identité et histoire, ville et terre, corps et esprit.

## Liste des participants
Identité et histoire : Jane Alexander, Wim Botha, Andries Botha, William Kentridge, Willie Bester, Santu Mofokeng, Marlene Dumas, Soly Cissé, Michèle Magema, Zoulikha Bouabdellah, Guy Tillim, Chéri Samba, Sunday Jack Akpan, Chéri Chérin, Mohamed El Baz, Moataz Nasr, Zineb Sedira, Abd El Ghany Kenawy et Amal Kenawy, Shady El Noshokaty, Ghada Amer, Fernando Alvim, Hassan Musa, Yinka Shonibare, Samuel Fosso, Aimé Ntaklyica, Lara Baladi, Ymane Fakhir, Hicham Benhohoud, Mounir Fatmi.
Corps et esprit : Abdoulaye Konaté, Paulo Capela, Wangechi Mutu, Richard Onyango, Eileen Perrier, Patrice Felix Tchicaya, N'Dilo Mutima, Loulou Chérinet, Tracey Rose, Myriam Mihindou, Ingrid Mwangi, Berry Bickle, Dilomprizulike, Ernest Weangaï, Joseph-Francis Sumégné, Benyounès Semtati, Owusu-Ankomah, Frédéric Bruly Bouabré, Franck K. Lundangi, Cyprien Tokoudagba, George Lilanga, Barthélémy Toguo, Bili Bidjocka, Goddy Leye, Joël Andrianomearisa, Gera, Cheik Diallo, Jackson Hlungwani.
Ville et terre : Akinbode Akinbiyi, El Anatsui, Rui Assubuji, Yto Barrada, Luis Basto, Omar D., Tracey Derrick,  Ndoye Douts, Baltazar Faye, Meschac Gaba, Jellel Gasteli, David Goldblatt, Romuald Hazoumè, Bodys Isek Kingelez, Moshekwa Langa, Ananias Leki Dago, Gonçalo Mabunda, Abu-Bakarr Mansaray, Julie Mehretu, Zwelethu Mthethwa, Sabah Naim, Otobong Nkanga, Antonio Ole, Rodney Place, Pume, Sérgio Santimano, Allan de Souza, Pascale Marthine Tayou, Titos, Fatimah Tuggar.